# Mysidopsis lata
Mysidopsis lata är en kräftdjursart som beskrevs av Freddy Bravo och Murano 1996. Mysidopsis lata ingår i släktet Mysidopsis och familjen Mysidae. Inga underarter finns listade i Catalogue of Life.